# Celebrity Silhouette

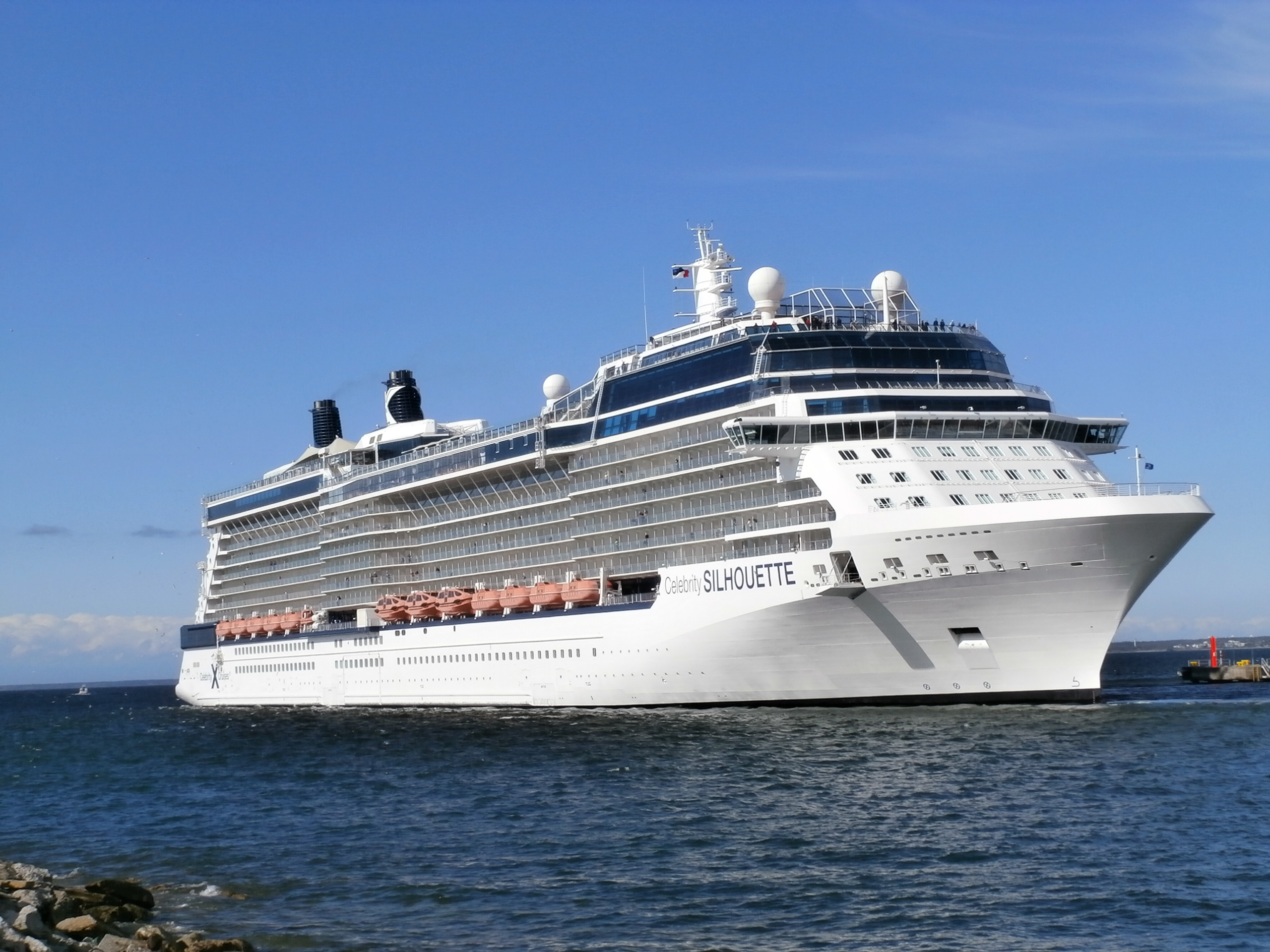
Das Schiff im ursprünglichen Aussehen

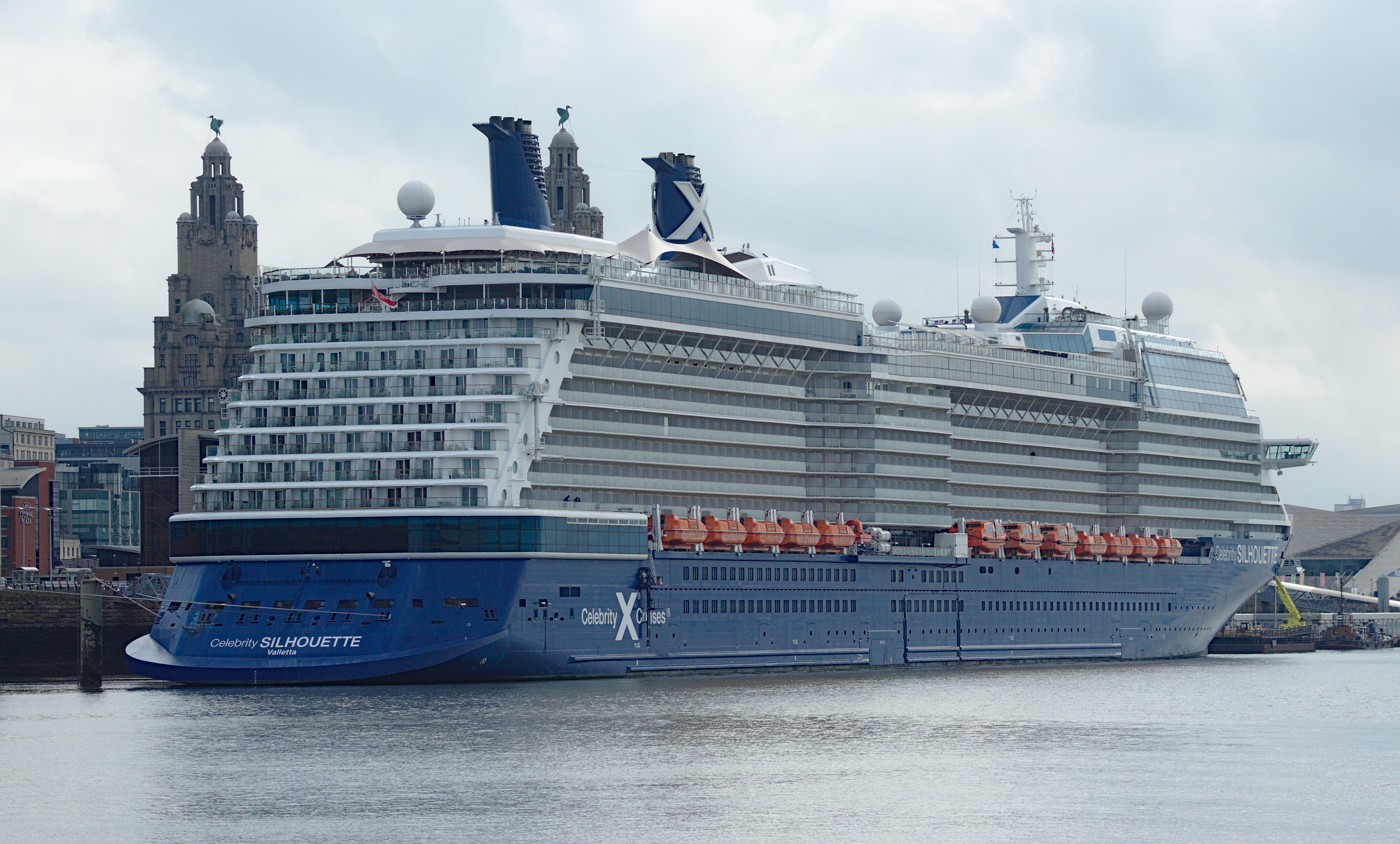
Das Heck des Schiffes

Die Celebrity Silhouette ist ein Kreuzfahrtschiff der Reederei Celebrity Cruises. Das Schiff wurde auf der Meyer Werft in Papenburg gebaut und im Sommer 2011 fertiggestellt. Es handelt sich um das vierte Schiff der Solstice-Klasse.

## Geschichte
Die Celebrity Silhouette wurde im Mai 2007 mit geplanter Ablieferung im Herbst 2011 bestellt.
Die Celebrity Silhouette wurde am 29. Januar 2010 auf Kiel gelegt. Am 29. Januar 2011 verließ das Schiff erstmals das Baudock, da es zur Montage des Bugs neu im Baudock positioniert werden musste. Die im Juni 2011 ausgedockte Celebrity Silhouette wurde am 30. Juni/1. Juli 2011 mittels des Emssperrwerk über die Ems nach Eemshaven überführt, dazu wurde die Ems ab Mittag des 30. Juni aufgestaut. Im April 2009 wurde eine Ausnahmegenehmigung erteilt, wonach die Ems bei dieser Überführung bis zu 25 Stunden für bis zu 2,20 Meter über Normalnull, rund 60 Zentimeter über das mittlere Tidehochwasser, aufgestaut werden darf, anstelle der üblich zulässigen 1,75 Meter über NN für höchstens zwölf Stunden.
Das Aufstauen des Flusses begann am Mittag des 30. Juni. Der Wasserstand wurde mithilfe von Pumpen zusätzlich erhöht. Das Schiff verließ die Werft gegen 16:40 Uhr und passierte das Emssperrwerk gegen 1:00 Uhr des 1. Juli. Damit dauerte der Emsstau nur rund 12 Stunden.
Von Eemshaven aus wurden mehrere Test- und Probefahrten mit Meyer-Werft-Mitarbeitern durchgeführt. Am 18. Juli übernahm Celebrity Cruises das Schiff in Eemshaven und überführte diesen nach Hamburg, wo das Schiff am 21. Juli 2011 getauft wurde. Taufpatin war die US-Amerikanerin Michelle Morgan, CEO & Präsidentin von Signature Travel Network – einer der größten Reisebüro-Vereinigungen Nordamerikas. Nach der Taufe brach die Celebrity Silhouette noch am selben Tag zu einer 2-Nächte Einführungsfahrt für geladene Gäste auf. Am 23. Juli 2011 begann in Hamburg die offizielle Jungfernfahrt der Celebrity Silhouette, die das Schiff nach Civitavecchia bei Rom führte.
Zwischen Frühjahr und Herbst befährt die Celebrity Silhouette das Mittelmeer ab Civitavecchia und Venedig, im Winterhalbjahr hat sie ihren Basishafen in Fort Lauderdale für Kreuzfahrten in die westliche und östliche Karibik.

## Einzelheiten
Die Celebrity Silhouette ist rund 315 Meter lang, 36,80 Meter breit und hat einen Tiefgang von maximal acht Metern. Das Schiff ist mit 122.210 BRZ vermessen. Von den 17 Decks des Schiffes sind 13 Passagierdecks, die den maximal 2886 Passagieren zur Verfügung stehen. Es sind 1443 Kabinen vorhanden. Die Celebrity Silhouette ist das vierte Schiff der Solstice-Klasse. Im Vergleich zu den Vorgänger-Schiffen Celebrity Solstice (Baujahr 2008), Celebrity Equinox (Baujahr 2009) und Celebrity Eclipse (Baujahr 2010) hat die Reederei in den öffentlichen Bereichen des Schiffes etliche Änderungen vornehmen lassen. So befand sich zum Beispiel auf dem sogenannten Lawn Club – einem 2000 m² großen Echtrasen auf Deck 15 – bisher eine Glasbläserei. Diese wurde auf der Celebrity Silhouette durch das Restaurant „Lawn Club Grill“ ersetzt.

## Antrieb
Der Antrieb der Celebrity Silhouette besteht aus zwei steuerbaren Azipods des Herstellers ABB. Der Energiebedarf wird durch vier Dieselmotoren des Baumusters MAN Diesel & Turbo SE 14V48/60CR gedeckt. Die Höchstgeschwindigkeit liegt bei etwa 24 Knoten.

## Kritik
Der NABU kritisierte anlässlich der Taufe der Celebrity Silhouette im Jahre 2011, dass die Antriebsanlage des Schiffes nicht umweltfreundlich genug sei. Das Schiff verfügt weder über einen Rußpartikelfilter noch eine Entschwefelungsanlage (beide Systeme sind für die Celebrity Silhouette nicht gesetzlich vorgeschrieben). Die Celebrity Silhouette stößt nach Behauptungen des NABU auf ihrer über 5000 Kilometer langen Jungfernfahrt so viel Ruß aus wie 270.000 Autos, so viel Stickoxide wie 4.700.000 Autos und so viel Schwefeloxide wie sämtliche Autos in Europa zusammen auf der gleichen Strecke ausstoßen würden.